# Ramecourt (Pas-de-Calais)
Ramecourt ist eine französische Gemeinde mit 351 Einwohnern (Stand 1. Januar 2022) im Arrondissement Arras des Départements Pas-de-Calais. Sie liegt im Kanton Saint-Pol-sur-Ternoise und ist Mitglied des Kommunalverbandes Ternois.
| Croix-en-Ternois     | Gauchin-Verloingt | Saint-Pol-sur-Ternoise |
| Siracourt, Croisette | Kompass           |                        |
| Herlincourt          | Hautecloque       | Herlin-le-Sec          |

## Sehenswürdigkeiten

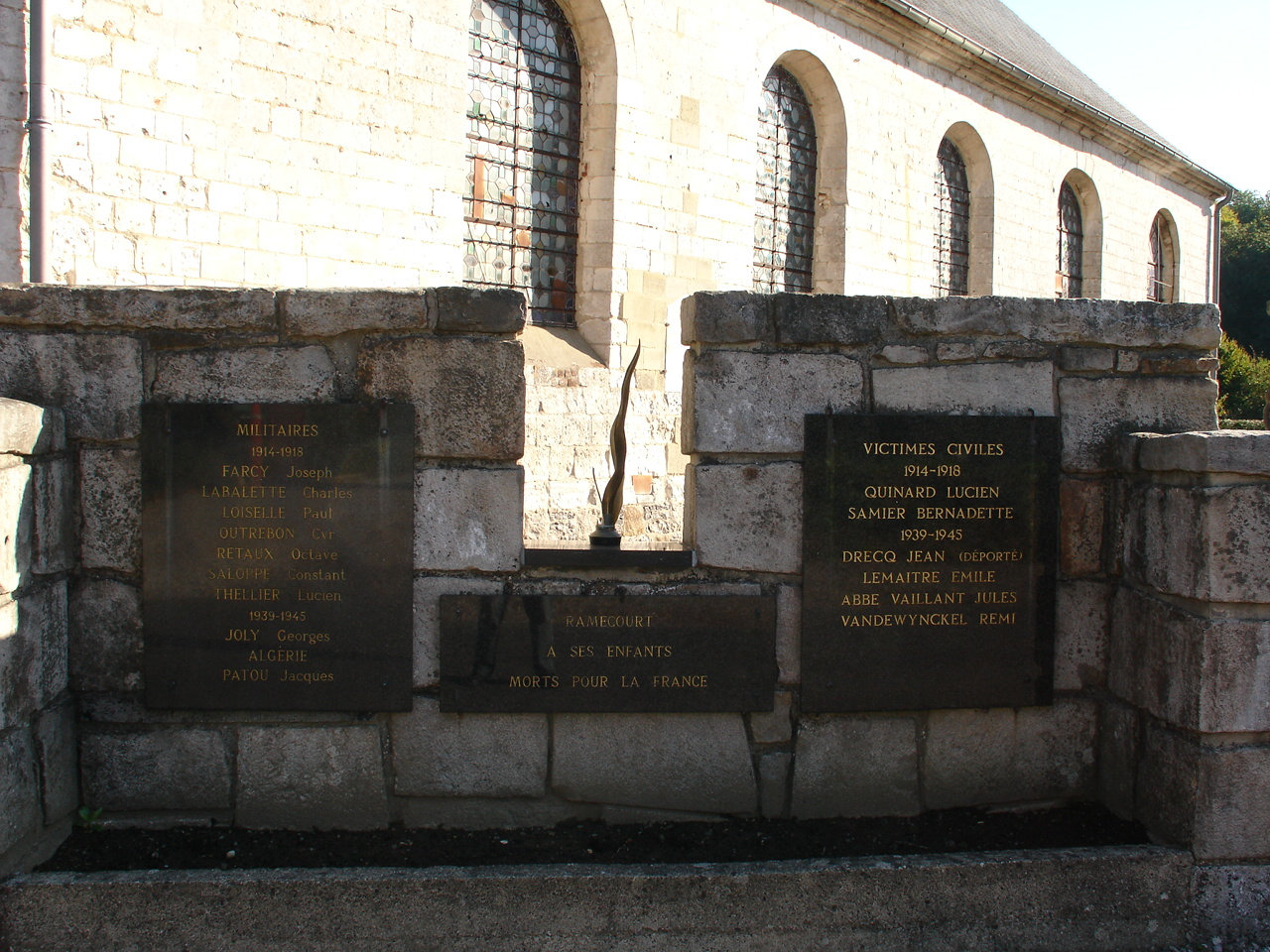
Kriegerdenkmal
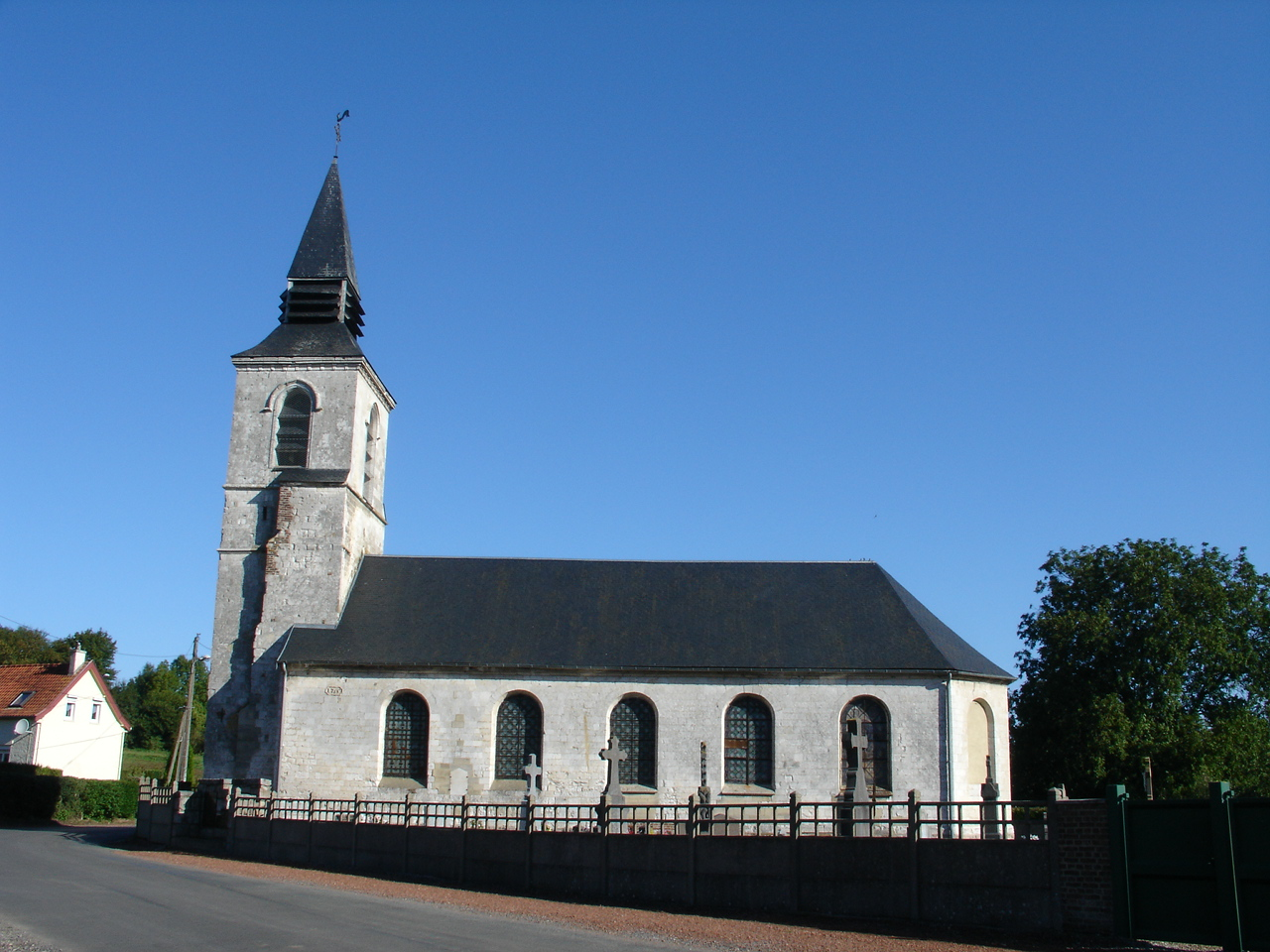
Kirche Saint-Léger